# Língua bretã

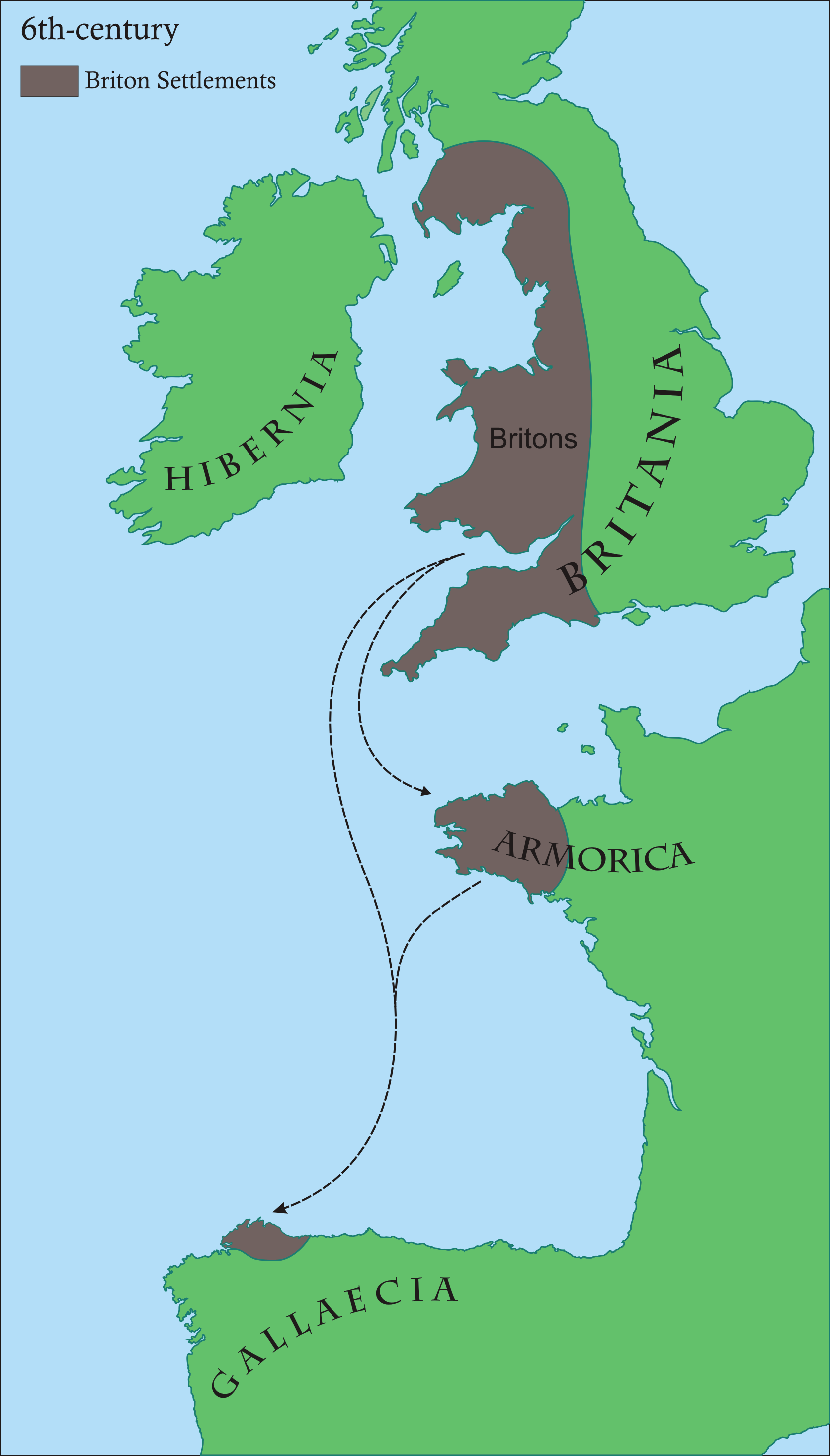
Áreas com culturas de origem britônica no século VI. O mar era o meio de comunicação entre as diferentes comunidades.

O bretão é uma língua britônica falada na zona ocidental da Bretanha (conhecida como Baixa Bretanha; em bretão, Breizh Izel), na França. Descende das línguas célticas que foram levadas da Grã-Bretanha pelas migrações bretãs para a Armórica, no início do Medievo. Está estreitamente relacionada com outras línguas britônicas, sobretudo com o córnico e o galês, e um pouco mais distante do gaélico irlandês e do gaélico escocês, sendo classificada como uma língua céltica insular. O bretão é a única língua celta sem estatuto oficialmente reconhecido. O número de falantes diminuiu dos mais de um milhão de falantes, nos anos 1950, para os cerca de 200.000 da atualidade, sendo que a maioria desses locutores tem mais de 60 anos de idade    Este facto tornou o bretão uma língua ameaçada de extinção, de acordo com o Livro Vermelho das Línguas Ameaçadas da UNESCO.

## História
A área conhecida pelos romanos como Armórica foi renomeada "Pequena Bretanha", por serem os seus habitantes oriundos da Grã-Bretanha, especialmente na Cornualha, de onde migraram no século VI d.C.
Entre 1880 e meados do século XX, o ensino do bretão foi banido das escolas, e as crianças eram punidas se falassem a língua. Isso mudou, porém, em 1951 com a promulgação da Lei Deixonne, que passou a permitir o ensino da cultura e da lingua bretã, três horas por semana, nas escolas públicas, se os professores assim o quisessem  e conhecesem a língua. Desde então, muitas escolas e mesmo faculdades foram preparadas para educação em bretão ou bilíngue (bretão - Francês).
O primeiro registro escrito da língua data de 790. Trata-se do Manuscrit de Leyde (Leida), um tratado de botânica, redigido em bretão e em latim. O primeiro texto impresso em bretão, uma peça romântica, surgiu em 1530. O século XIX marcou o renascer da literatura bretã.

## Situação recente
Durante muito tempo houve consideráveis variações na grafia dos sons da língua bretã. Então, em 1908 a ortografia de três dos dialetos da língua, existentes na Bretanha, em Kerneveg (Cornouaille), em Leoneg (Léon) e em Tregerieg (Trégor), foi unificada. Outro dialeto, Gwenedeg (Vannetais), não foi incluído na reforma, mas foi inserido na reforma ortográfica de 1941.
Hoje, o bretão  pode ser ouvido em um bom número de estações de rádio por algumas horas e há um programa semanal bretão na TV, com uma hora de duração. Há ainda algumas revistas semanais e mensais escritas na língua.

## Escrita
A língua bretã utiliza o alfabeto latino com as seguinte características:
- sem Q, sem X; o C não aparece sozinho, só como Ch e C'h. No mais tem as mesmas letras Latinas.
- vogais: todas as cinco e mais as combinações ae, ao, eo, eu, ou. Usam-se os diacríticos ê, où. Há as nasalizações añ, eñ, euñ, iñ, oñ, uñ.
- Consoantes: existem as combinações gn, lh, zh, ch, c'h

## Palavras bretãs no inglês
Palavras que passaram para o francês e para o inglês As palavras inglesas dolmen e menhir foram emprestadas do francês, que as retirou do bretão. No entanto, isso é incerto: por exemplo, menhir é peulvan ou maen hir ("pedra longa"), maen sav ("pedra reta") (duas palavras: substantivo + adjetivo) em bretão. Dolmen é uma palavra mal interpretada (deveria ser taol-vaen). Alguns estudos afirmam que essas palavras foram emprestadas do Córnico. Maen hir pode ser traduzido diretamente do galês como "pedra longa" (que é exatamente o que um menhir ou maen hir é). Os sobrenomes Cornicos Mennear, Minear e Manhire derivam todos dos homens hyr ("pedra longa"), assim como Tremenheere "assentamento pela pedra longa".
A palavra francesa baragouiner ("jabber em uma língua estrangeira") é derivada do bretão bara ("pão") e gwin ("vinho"). A palavra francesa goéland ("gaivota grande") é derivada do bretão gwelan, que compartilha a mesma raiz do inglês "gull" (galês gwylan, cornico goelann).

## Ortografia
Os primeiros textos bretões existentes, contidos no manuscrito de Leyde, foram escritos no final do século VIII: 50 anos antes dos Juramentos de Estrasburgo, considerado o primeiro exemplo do francês. Como muitas ortografias medievais, a ortografia do bretão antigo e médio não foi padronizada a princípio, e a grafia de uma palavra em particular variava a critério dos autores. Em 1499, entretanto, o Catholicon foi publicado; como o primeiro dicionário escrito para francês e bretão, tornou-se um ponto de referência para a transcrição da língua. A ortografia apresentada no Catholicon era muito semelhante à do francês, em particular no que diz respeito à representação das vogais, bem como ao uso do dígrafo latino ⟨qu⟩ - um remanescente da mudança de som /kʷ/>/k/ em latim — e britânico ⟨cou-⟩
À medida que as diferenças fonéticas e fonológicas entre os dialetos começaram a aumentar, muitas regiões, particularmente o país de Vannes, começaram a criar suas próprias ortografias. Muitas dessas ortografias estavam mais relacionadas ao modelo francês, embora com algumas modificações. Exemplos dessas modificações incluem a substituição do bretão antigo ⟨-z⟩ por ⟨-h⟩ para denotar o final da palavra /x ~ h/ (uma evolução do bretão antigo /θ/ no dialeto de Vannes) e o uso de ⟨-h⟩ para denotar a mutação inicial de / k / (hoje essa mutação é escrita como ⟨c'h⟩). e, portanto, precisava de outra transcrição.
Na década de 1830, Jean-François Le Gonidec criou um sistema fonético moderno para a língua. 
Durante os primeiros anos do século XX, um grupo de escritores conhecido como Emglev ar Skrivagnerien elaborou e reformou o sistema de Le Gonidec. Eles o tornaram mais adequado como uma representação superdialetal dos dialetos de Cornouaille, Leon e Trégor (conhecido como de Kernev, Leon e Treger em bretão). Esta ortografia KLT foi estabelecida em 1911. Ao mesmo tempo, escritores do dialeto Vannetais mais divergente desenvolveram um sistema fonético também baseado no de Le Gonidec.
Seguindo propostas feitas durante a década de 1930, as ortografias KLT e Vannetais foram fundidas em 1941 para criar um sistema ortográfico para representar todos os quatro dialetos. Esta ortografia peurunvan ("totalmente unificada") foi significativa para a inclusão do dígrafo zh, que representa a / h / em Vannetais e corresponde a a / z / nos dialetos KLT.
Na década de 1970, uma nova ortografia padrão foi concebida - o etrerannyezhel ou interdialectale. Este sistema é baseado na derivação das palavras.
Hoje, a maioria dos escritores continua a usar a ortografia peurunvan, e é a versão ensinada na maioria das escolas de língua bretã.

### Alfabeto
O bretão é escrito na escrita latina. Peurunvan, a ortografia mais comumente usada, consiste nas seguintes letras: 
a, b, ch, c'h, d, e, f, g, h, i, j, k, l, m, n, o, p, r, s, t, u, v, w, y, z
O acento circunflexo, grave, trema e til aparecem em algumas letras. 
Esses diacríticos são usados da seguinte maneira: 
â, ê, î, ô, û, ù, ü, ñ

## Amostra de texto
Dieub ha par en o dellezegezh hag o gwirioù eo ganet an holl dud. Poell ha skiant zo dezho ha dleout a reont bevañ an eil gant egile en ur spered a genvreudeuriezh.
Português
Todos os seres humanos nascem livres e iguais em dignidade e direitos. São providos de razão e consciência e devem agir uns em relação aos outros num espírito de fraternidade.
(Artigo 1 da Declaração Universal dos Direitos Humanos)

### Recursos
- Minidicionário bretão-português & português-bretão, por Yoran Embanner, 2005, ISBN 2-914855-13-3

- «Preder»
- «Site bretão c/ lições online»
- «Site bretão» (em francês)